# Schistidium subjulaceum
Schistidium subjulaceum là một loài Rêu trong họ Grimmiaceae. Loài này được H.H. Blom mô tả khoa học đầu tiên năm 1996.